# American Guitar Society

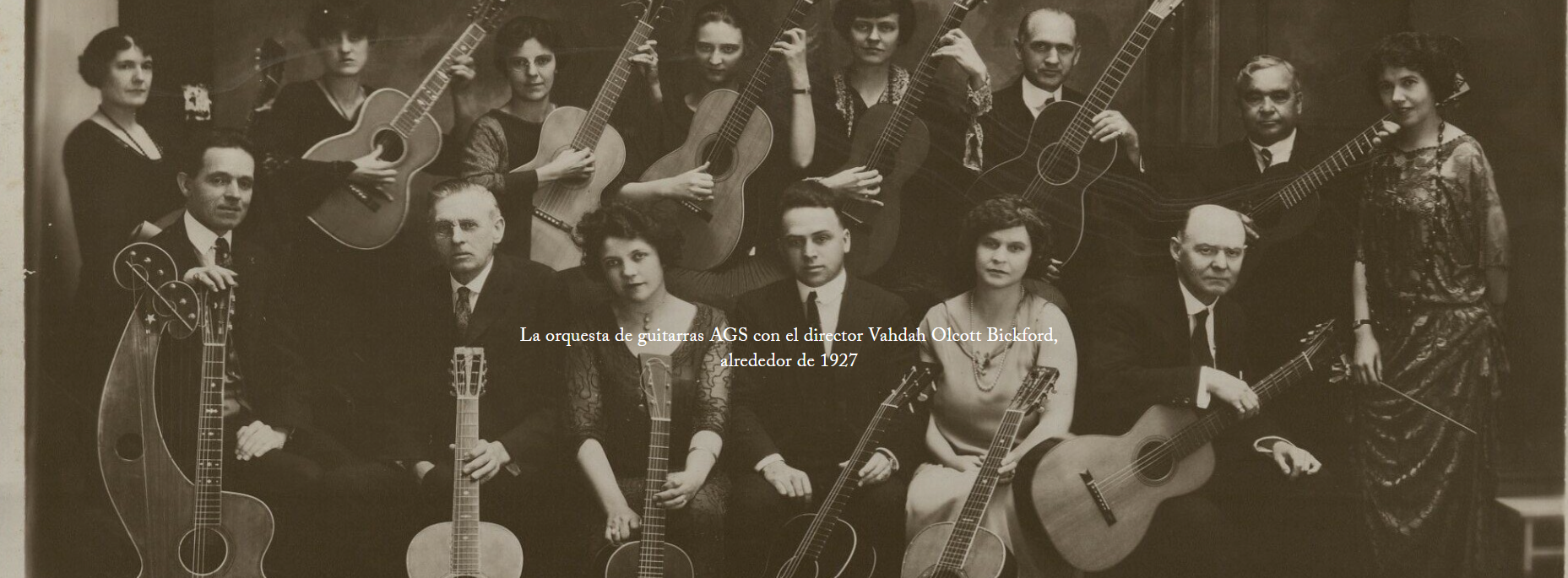

L' American Guitar Society o The American Guitar Society, Inc. va ser fundada per Vahdah Olcott-Bickford el 1923. L'objectiu d'aquesta societat és promoure la guitarra clàssica a través de l'educació, beques, concerts i trobades.

## História

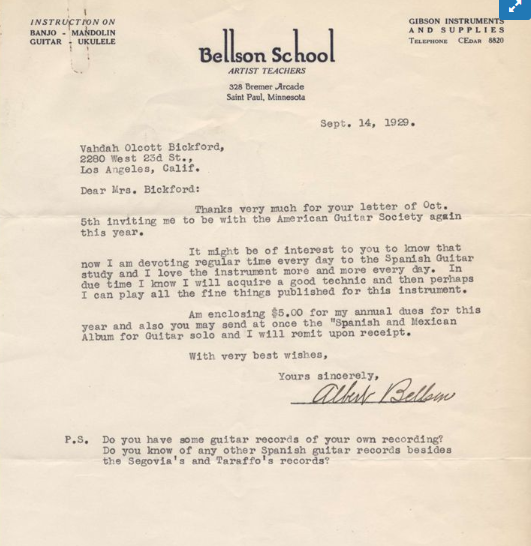
Imatge

Vahdah Olcott-Bickford va ser una figura clau en la creació de l'American Guitar Society (AGS), una organització fundada amb l'objectiu de promoure l'interès per la guitarra clàssica, fomentar la composició i desenvolupar fons per a beques i publicacions. Al llarg de la seva vida, va ser una activa defensora de la música de guitarra i va contribuir de manera decisiva a consolidar la societat com a referent per als guitarristes i amants de l'instrument. La seva tasca va ser reconeguda tant en l'àmbit educatiu com en la creació d'una xarxa que permetia als guitarristes de totes les edats i nivells compartir coneixements i experiències.
A partir de 1974, la California State University, Northridge, va començar a acollir les reunions mensuals de l'AGS, convertint-se en un important punt de trobada per a les activitats educatives i culturals de l'organització. Aquestes reunions oferien als membres l'oportunitat de participar en una àmplia gamma d'activitats, com concerts i classes magistrals, i proporcionaven un espai on els joves artistes podien créixer i desenvolupar-se. Després de la mort de Vahdah, la seva col·lecció personal va ser donada a la universitat, on va servir de base per a la creació de l'International Guitar Research Archive, una valuosa col·lecció que avui forma part de les col·leccions especials i els arxius de la University Library.
A partir de 2024, l'AGS va establir la seva seu a l'església Faith Lutheran de Canoga Park, Califòrnia, mantenint el seu programa d'activitats mensuals, que inclou concerts, classes magistrals i oportunitats per a joves artistes. Les reunions de la societat es celebren el primer dissabte de cada mes i estan obertes a tots els interessats en la música de guitarra clàssica. Des de la seva fundació el 1923, l'AGS ha oferit programes amb actuacions de solistes i conjunts de música clàssica per a guitarra, abastant des del Renaixement fins a les composicions més modernes. Aquestes reunions constitueixen una oportunitat perquè els membres actuïn davant d'una audiència apreciativa i intercanviïn idees amb altres guitarristes, estudiants, professors i professionals del sector.
A més de les activitats formatives i de presentació, la societat publica un butlletí mensual amb notícies sobre les seves activitats i la comunitat de guitarra clàssica. Els membres de l'AGS també poden gaudir de concerts amb artistes professionals de renom, ampliant així els seus coneixements i experiències en el món de la guitarra clàssica.